# Orriule
Orriule es una comuna francesa situada en el departamento de Pirineos Atlánticos, en la región de Nueva Aquitania. Tiene una población estimada, en 2019, de 139 habitantes.

## Demografía
| 378 | 326 | 353 | 448 | 497 | 527 | 479 | 440 | 410 | 400 | 373 | 350 | 361 | 367 | 378 | 353 | 312 | 319 | 316 | 317 | 302 | 245 | 221 | 207 | 183 | 218 | 183 | 171 | 167 | 167 | 166 | 150 | 131 | 129 | 139 |
| Para los censos de 1962 a 1999 la población legal corresponde a la población sin duplicidades (Fuente: INSEE [Consultar]) |     |     |     |     |     |     |     |     |     |     |     |     |     |     |     |     |     |     |     |     |     |     |     |     |     |     |     |     |     |     |     |     |     |     |

## Economía
La principal actividad es la agrícola. 